# Kokšov-Bakša
Kokšov-Bakša (bis 1927 slowakisch „Kokšov“; ungarisch Koksóbaksa) ist eine Gemeinde im Osten der Slowakei mit 1335 Einwohnern (Stand 31. Dezember 2024), die zum Okres Košice-okolie, einem Teil des Košický kraj, gehört.

## Geographie
Die Gemeinde befindet sich im Südteil des Talkessels Košická kotlina am rechten Ufer des Hornád, kurz vor dem Zusammenfluss mit der Torysa. Das Ortszentrum liegt auf einer Höhe von 190 m n.m. und ist 13 Kilometer von Košice entfernt.
Nachbargemeinden sind Košice (Stadtteile Barca und Krásna) im Norden und Nordosten, Nižná Myšľa im Osten und Südosten, Geča im Süden und Valaliky im Westen.

## Geschichte
Der Ort wurde zum ersten Mal 1262 als Baxa, 1302 dann als Boxa schriftlich erwähnt. 1324 stand eine Mühle im Dorf, damals besaß der Propst von Myslava einen Teil der Güter. 1427 sind in einem Steuerverzeichnis 15 Porta verzeichnet. Eine Pestepidemie zwischen den Jahren 1739 und 1742 entvölkerte die Ortschaft fast vollständig, die danach neu besiedelt werden musste. Im 18. Jahrhundert waren die meisten Güter im Besitz des Geschlechts Dessewffy sowie der alten Kaschauer Universität. 1828 zählte man 47 Häuser und 344 Einwohner.
Bis 1918/1919 gehörte der im Komitat Abaúj-Torna liegende Ort zum Königreich Ungarn und kam danach zur Tschechoslowakei beziehungsweise heute Slowakei. Auf Grund des Ersten Wiener Schiedsspruchs lag er 1938–45 noch einmal in Ungarn.

## Bevölkerung
| Jahr                | 1994 | 2004    | 2014     | 2024     |
| ------------------- | ---- | ------- | -------- | -------- |
| Anzahl der Personen | 1078 | 1046    | 1174     | 1335     |
| Unterschied         |      | −2,96 % | +12,23 % | +13,71 % |

| Jahr                | 2023 | 2024    |
| ------------------- | ---- | ------- |
| Anzahl der Personen | 1310 | 1335    |
| Unterschied         |      | +1,90 % |

Gemäß der Volkszählung 2011 wohnten in Kokšov-Bakša 1098 Einwohner, davon 1071 Slowaken, drei Magyaren sowie jeweils ein Pole und Tscheche. 22 Einwohner machten keine Angabe zur Ethnie.
980 Einwohner bekannten sich zur römisch-katholischen Kirche, 26 Einwohner zur griechisch-katholischen Kirche, 12 Einwohner zur Evangelischen Kirche A. B., fünf Einwohner zur apostolischen Kirche, zwei Einwohner zur reformierten Kirche sowie jeweils ein Einwohner zu den Zeugen Jehovas und zur orthodoxen Kirche. 16 Einwohner waren konfessionslos und bei 55 Einwohnern wurde die Konfession nicht ermittelt.

## Bauwerke
- römisch-katholische Kirche Unbeflecktes Herz Mariä aus dem Jahr 1952